# Система заслуг

## Історія
Найстаріший відомий приклад системи заслуг відносять до китайських династій Цінь і Хань. Для того, щоб вдержувати владу над великою, розростаючоюся імперією, уряд утримував складну мережу посадових осіб. Майбутні посадові особи могли походити з сільської місцевості і державні посади були обмежені для дворянства. Ранг визначався за заслуги, за допомогою іспитів цивільної служби, а освіта стала ключем для соціальної мобільності. Після падіння династії Хань, була створена дев'яти рангова система протягом періоду Саньґо. Концепція системи заслуг поширилася з Китаю до Британської Індії в 17-му столітті, а потім і до континентальної Європи.

### Сполучені Штати Америки
З 1829 року державний апарат Сполучених Штатів Америки почав працювати за системою патронажу, коли Ендрю Джексон став президентом. Вбивство 20-го президента США Джеймса А. Гарфілда розчарованим претендентом на посаду у 1881 році показало небезпеку даної системи. Президент Гарфілд був застрелений Чарльзом Гіто, котрий вважав, що президент винний йому посаду державного посадовця і не виконання цього ставило під загрозу саму суть республіканської партії. Два роки по тому, система призначень на федеральному рівні бюрократії для Сполучених Штатів була перероблена відповідно до Закону про Реформи цивільної служби, які зробили систему заслуг звичайною практикою. Система заслуг визначає придатність кандидата від здатності скласти письмовий конкурсний іспит, даний комісією експертів. Відповіді, представлені кандидатами повинні бути непідписані для того, щоб виключити можливість виникнення фаворитизму з боку екзаменаторів. Список складається з успішних кандидатів, розташованих в порядку їх заслуг, згідно з результатами екзамену. Призначення повинні бути зроблені з цього списку, враховуючи порядку рангу, якщо не немає вагомої причини, щоб ті, хто опинився нижче в списку, могли зсунути тих, хто був вище в списку.
Прихильники системи визнають, що вона не завжди призводить до вибору найбільш компетентного кандидата, але ефективна в усуненні некомпетентних. Крім того, можливе виключення найбільш компетентного кандидата переважує перед перевагами системи, таких як обмеження здатності кумівства і політичного фаворитизму. Сила призначення є покладена на президента Сполучених Штатів по Конституції Сполучених Штатів, Конгрес Сполучених Штатів не в силах скувати дії президента шляхом прийняття законів, що обмежують здійснення влади призначень. Таким чином, в Сполучених Штатах, система заслуг широко застосовується добровільною дією президента, який керується самовизначеними правилами. В судовому порядку встановлено, що правила державної служби, оприлюднені президентом Сполучених Штатів не мають силу загального права. Працюючи під керівництвом президента є Рада із захисту системи заслуг. Рада із захисту системи заслуг слідує за дев'ятьма основними принципами, які регулюють гілку робочої сили.

## Оцінка здійснення

### Примусовий рейтинг
Примусовий рейтинг являє собою систему, в якій співробітники займають певне місце в групах, які компанія встановила. Термін «місце і смикання» було створено колишніми генеральним директором GeneralElectric Джеком Уелчом. «Ранг і смикання» заохочує звільненням працівників з слабкою продуктивністю і заміненням їх новими кадрами. Багато таких, як Уелч і колишній головний виконавчий директор Microsoft, вірить в заміні неефективних в той час як інші, такі як Том Баррі, колишній керуючий директор в BlessingWhite, вірять в "повторно залучення відстаючих співробітників.

### Наслідки оцінки ефективності
Оскільки Сполучені Штати стали антибюрократичними, вони відійшли від застарілого зображення системи заслуг. Двадцять вісім штатів встановили середу, де працівник може бути звільнений з державної служби в будь-який час без пояснення причин. У 2014 році Департамент у справах ветеранів переповнився проблемами з плануванням призначень. Конгрес закликав до негайної дії і зобов'язав Департамент у справах ветеранів, щоб звільнили «негідних» співробітників. Дональд Кетл, професор в Школі публічної політики в Університеті штату Меріленд, досліджує в своїй роботі, Принцип заслуг у кризові часи, практики «за своїм бажанням» і чи є вони корисні для бюрократичної практики уряду. Кетл стверджує, що в зв'язку зі збільшенням державних програм, випустивши «негідних», бюрократичниі службовці тільки «послабили здатність урядів до керування».

## Переваги
Важливість системи заслуг на робочому місці забезпечує гарну якість роботи громадськості. Коли заслуга дійсно оцінюються в процесі найму або просування персоналу, чесне, ефективне і продуктивне робоче місце створено. Співробітники будують організацію і послуги, які вони надають клієнтам, що дозволяє організації бути успішною. Без своїх співробітників або клієнтів, організація була б приречена. Мотивовані і щасливі співробітники — це ключовий принцип системи заслуг. Співробітники, які задоволені своєю роботою, швидше за все, забезпечують більш високий рівень продуктивності (більше роботи за менший час), менша імовірність на власне звільнення (низькі або нижчі показники плинності кадрів), чудова комунікація для озвучування проблем на робочому місці (довіра і комфорт між керівником і співробітниками). В результаті, адміністрація несе відповідальність за забезпечення і встановлювання атмосфери і стандарти робочого місця, які призводять до успіху.

## Недоліки
Система заслуг критикується, бо це призводить до неконструктивної поведінки між співробітниками, створюючи конфлікт, який виробляє низьку трудову етику. Система заслуг заснована на компенсації продуктивності, яка заохочує конкуренцію серед співробітників, створення конкурентного середовища, яке ставить співробітників в протиріччя один з одним. Це може привести до небажаної поведінки, яка можуть вплинути на продуктивність на робочому місці. Підрив командної єдності, щоб виглядати краще на відгуках і особистих цілях стає більш важливим, ніж цілі команди.